# 中岡望
中岡 望（なかおか のぞむ、1947年 - ）は、日本のフリー・ジャーナリスト。内外の経済、政治、社会問題に関して執筆活動、講演活動を行なっている。ブログ「中岡望の目からウロコのアメリカ」で独自の視点からアメリカ合衆国を分析。アメリカ学会会員。広島県出身。

## 経歴
- 1971年国際基督教大学卒業、東京銀行（現三菱UFJ銀行）入行。
- 1973年、東洋経済新報社入社。1981年、フルブライト奨学金を得る。
- 1981年〜82年、フルブライト・ジャーナリスト、ハーバード大学ジョン・F・ケネディ政治大学院ビジティング・フェロー。
- 1993年、ハワイの大学院大学イースト＝ウェスト・センター(East-West Center)の「ジェファーソン奨学金(Jefferson fellowship)」を得て留学、アメリカ経済を研究。
- 東洋経済編集委員、『会社四季報』副編集長、個人資産運用雑誌『マネーくらぶ』編集長、英文月刊誌『Tokyo Business Today』編集長、『Japan Company Handbook』編集長、国際業務室長などを経て、2002年に東洋経済新報社を退職。
- 2002年から2003年にミズーリ州セントルイス・ワシントン大学のビジティング・スカラー、「Rise and Fall of East Asian Economies」のコースを教える。

## 現職
- ヤフー・ブログ・オ―サー：https://news.yahoo.co.jp/byline/nakaokanozomu
- 2016年4月より東洋英和女学院大学大学院客員教授
- 2014年4月より東洋英和女学院大学副学長〜15年まで
- 2010年4月より東洋英和女学院大学教授（国際経済学、マクロ経済学、金融論などを担当）
- フリージャーナリスト（米国の政治、経済、政治思想史、社会問題、宗教問題、安全保障問題、サブカルチャー問題、日本経済、日本企業、中国などのアジア経済を対象に取材・執筆を行なっている）
- 2011年4月より成蹊大学非常勤講師（アメリカ政治思想史、日本経済論を担当）
- 2003年より国際基督教大学非常勤講師（学部で「現代アメリカ経済論」「アメリカ研究III（政治思想史）」の3コース、大学院で「International Economy」「Economic History」の2コースを担当）
- 日本女子大学非常勤講師（2005年度より2010年度まで。「経済学概論」「比較社会論」を担当）
- 武蔵大学非常勤講師（2006年度〜2010年度まで。「Asian Finance」「Asian Business」「アメリカの社会と文化」を担当）
- 2006年　大阪外国語大学（現大阪大学）講師

## 著作
- 『沈黙の艦隊・解体新書』（共著、時尾輝彦編、講談社、1995年）
- 『異議あり日本』（共著、かんき出版、1997年）
- 『アメリカ保守革命』（中央公論新社、2004年4月）
- Introduction to American Politics-How the United States was established （IBCパブリッシング、2008年2月）

## 編集・翻訳
- 『恐慌の罠』（ポール・クルーグマン著、2002年1月、中央公論新社、本書は日本の読者のために筆者と協力し、編集・翻訳を行ったオリジナルな本である）
- 『超大国の破綻』（スチーブン・ローチ著、編集翻訳、中央公論新社、2003年9月刊、本書は日本の読者のために筆者と協力して編集・翻訳を行なう）

## 訳書（和訳）
- 『アメリカの挑戦』（ロバート・ライシュ、アイラ・マガジンナー著、Law & Business, 1982, New York,　東洋経済新報社刊、1984年。ライシュはクリントン政権の労働長官。ハーバード大学の恩師である）
- 『ゼミナール・アメリカ経済入門』（マイケル・レーマン著、ダウ・ジョーンズ刊、1984年、有斐閣刊、）
- 『ワーキング・フォー・ジャパニーズ』（ジョセフ&スージー・フッチニ著、1990年、イースト・プレス刊、1991年）
- 『達人たちの投資秘術』（C.バビン、W.ドノバン著、McGraw-hill社刊、2000年、日本短波放送刊、2001年）
- 『定年後資産倍増術』（チャールズ・シュワップ著、Crown Business社刊、徳間書店、2003年6月刊）

## 訳書（英訳）
- Japanese National Railways—Its Break-up and Privatization（イギリスGlobal Oriental社刊, 2003年3月刊、JR東海社長の葛西啓之の『未完の国鉄革命』の英訳）

## 論文・雑誌寄稿
- “Japan and US Are Running on the Collision Course”,（米国の新聞『USA Today』 July, 1993）
- 「もう一人のアメリカ大統領グリーンスパン」（『中央公論』1998年6月号）
- “Why Tokyo People Elected Nationalist as its Governor: About Shintaro Ishihara” 米国の新聞『World Times』June,1999）
- 「雇用増なき回復―米国経済の行方」（時事通信社『世界週報』2003年2月4日号、時事通信社）
- 「米国経済は“持続的な成長”を実現できるか」（『世界週報』2003年9月23日号）
- 「米国経済―原油高で強まる不透明感」（『世界週報』2004年9月14日）
- 「米国大統領選挙―ブッシュ・リード、ケリーの追い上げなるか」（『世界週報』、2004年10月10日号）
- 「大統領のアメリカ」（文藝春秋社『諸君！』2004年12月号）

2005年
- 「オハイオ州はなぜ、それでもブッシュを選んだのか」（『諸君!』2005年1月号）
- 「大統領を作った男、カール・ローブ」（『中央公論』2005年3月号）
- 「特集：動き出した新ブッシュ政策：ライス長官の下で外交政策はどう変わるか」（『世界週報』2005年3月22日号）
- 「ブッシュ第2期政権の経済チームを評価する」（時事通信社『金融財政』2005年5月26日号）
- 「ホワイトハウスの必読書―ブッシュ政権の中東平和戦略」（『中央公論』2005年7月号）
- 「ボルトン国連大使人事紛糾の真相」（『世界週報』2005年6月21日号）
- 「『ニューズウィーク』誌、記事撤回の波紋」（『東京新聞』、2005年6月29日付け夕刊）
- 「機密情報リークで窮地に追い込まれるホワイトハウス-裏目に出たローブの秘密工作」（『世界週報』2005年8月30日号）
- 「ジョン・ロバーツの最高裁長官指名で保守派色強まる米最高裁」（『世界週報』2005年9月27日号）
- 「人物交差点：ジョン・ボルトン国連大使」（『中央公論』2005年10月号）
- 「米国不動産市場はバブル状態」（東洋経済『金融ビジネス』2005年秋号）
- 「安保理常任理事国入りシナリオの蹉跌―米中に無策の外務省の戦略なき外交」（『世界週報』2005年11月1日号）
- 「教育はだれのものか―米国のインテリジェント・デザイン論争」（『東京新聞』2005年11月7日）
- 「“負の遺産”を引き継ぐバーナンキFRB次期議長」（『世界週報』2005年12月6日号）

2006年
- 「バーナンキ新FRB議長の金融政策」（時事通信社『金融財政』2006年2月6日号）
- 「米国経済は資産バブル崩壊を回避して軟着陸できるか」（『世界週報』2006年3月28日号）
- 「ついに危険水域を越えた米住宅バブル」（小学館『SAPIO』2006年4月12日号）
- 「フランシス・フクヤマがネオコンに突きつけた挑戦状」（『中央公論』2006年6月号）
- 「米中『経済戦争』の行方―ブッシュの敗北、為替で譲歩を引き出せず、決めて欠く対中政策」（時事通信『金融財政』5月11日号）
- 「北米市場での経営再建を目指すGMの成算」（『世界週報』2006年7月4日号）
- 「民主党のブログ活動家がイラク反戦を背景に中間選挙をリード」（『世界週報』2006年9月12日号）
- 「ブッシュ批判が追い風、民主党“再生”の正念場」（『週刊エコノミスト』2006年10月31日号）
- 「米中間選挙でブッシュ共和党大敗―それでもリベラルの時代は来ない」（『週刊東洋経済』2006年11月25日号）
- 「国家に懐疑するアメリカ保守主義、国家に陶酔する安倍保守主義」（『週刊エコノミスト』2006年12月25日号）

2007年
- 「ポールソン財務長官の対中戦略：ルービンに匹敵する手腕を示せるか」（東洋経済『金融ビジネス』2007年冬号）
- 「スタート切った米大統領選挙：フロントランナーのクリントンに対して人気集めるオバマ」（『世界週報』2007年2月27日号）
- 「標的変えたアメリカ議会ー攻守に異変、米v.s.アジア」（『週刊東洋経済』2007年3月17日号）
- 「“黒い肌をした白人”オバマの人物像と課題」（『週刊東洋経済』2007年4月28日・5月5日合併号）
- 「米大統領選挙：一歩先行するヒラリーとジュリアーノ」（『週刊エコノミスト』2007年5月29日号）
- 「ブッシュ政権を襲う女性スキャンダル」（『週刊東洋経済』2007年6月9日）
- 「世界を揺るがすSWFの台頭ー北海油田枯渇に備える福祉国家ノルウェーの“金融資産立国”戦略」（『週刊東洋経済』2007年8月25日号）
- 「自民大敗で表面化する日本と米国の“ズレ”」（『週刊エコノミスト』2007年9月11日号）
- 「草原の資源大国モンゴルの行方」（『週刊東洋経済』2007年9月29日号）
- 「米国ルポ・リベラルアーツ・カレッジに見る日本の大学の将来像」（『週刊東洋経済』2007年10月13日号）
- 「不安ぬぐえぬサブプライムローン問題ー複雑に絡み合うその要因」（時事通信社『時事トップ・コンフィデンシャル』2007年10月23日号）
- 「凋落する“一国覇権主義”の米国」（『週刊エコノミスト』2007年11月27日号）
- 「共和、民主の有力2候補の支持率低下―米大統領選、波乱含みの展開に」（『時事トップコンフィデンシャル』2007年12月14日号）
- 「ヒラリー・クリントンの政策ー外交の基本は“アメとムチ”、大きな政府を招く危険も」（『週刊東洋経済』2007年12月29日/2008年1月5日合併号）

2008年
- 「ブッシュ政権の7年-新自由主義の行き詰まりとイラク政策での躓きで米国は弱体化」（『週刊エコノミスト』2008年1月1日/8日合併号）
- 「米投資銀行ゴールドマン・サックス“最強”の秘密」（『週刊エコノミスト』2008年1月15日号）
- 「予想を超える混戦ー米大統領候補決定は4〜5月に持ち越しの可能性」（『週刊エコノミスト』2008年1月29日号）
- 「ヒラリー・クリントンの“意味”」（『週刊東洋経済』2008年2月9日号）
- 「バーナンキ議長の甘かった認識-対応が遅れたFRBの金融政策」（『時事トップ・コンフィデンシャル』2008年2月29日号）
- 「マレーシア：通貨危機を切り抜けイスラム金融の旗手に-中銀女性総裁の辣腕」（『週刊東洋経済』2008年3月22日号）
- 「静かに崩れ始めた米国経済のヘゲモニーの構造」（尾崎行雄記念財団『世界と議会』2008年3月号）
- 「オバマvsクリントン：経済が大統領選挙の最大関心事」（『週刊東洋経済』2008年4月5日号）
- 「経済学者バーナンキの研究：大恐慌時のFRBの誤りを強く意識」（『週刊エコノミスト』2008年5月6日号）
- 「保守主義凋落を見据えて逝った“レーガン革命の守護者”－ウィリアム・バックリー論」（『諸君』2008年6月号）
- 「どうなる世界経済！米国経済の景気後退で急速に減速！？」（『J2 Top』2008年5月号、内外情勢調査会・時事　　通信社）
- 「ライト牧師と黒人の沈黙―進まぬ人種間若いとオバマ待望の板ばさみ」（『東京新聞』2008年5月27日）
- 「世界が注目する巨額資金と独自システムー急成長する“イスラム金融”」（時事通信「時事トップ・コンフィデンシャル」2008年6月10日号）
- 「The Global Economic Storm Clouds Gather」（Japan Times, 2008年6月13日）
- 「FRBの政策失敗による恐慌リスク」（『米国発世界不況で日本はどうなる』洋泉社MOOK、2008年7月18日）
- 「政治・経済・社会問題噴出ー“アメリカ本”ラッシュは続く」（『週刊東洋経済』2008年7月19日号）
- 「初の黒人大統領誕生か？大統領選挙が映し出す米国社会の変化」（『週刊エコノミスト』2008年7月22日号）
- 「オバマvsマケイン：経済危機対策を比較－政府介入か市場主義か、共に世界的視野は欠落」（『週刊東洋経済』2008年8月9日号）
- 「需給逼迫か投機資金の流入か－複雑な原油高騰の要因」（時事通信『時事トップ・コンフィデンシャル』2008年8月12日号）
- 「アメリカはどこへ向かうのか―保守理念への対抗軸を構築していない民主党」（『農業協同組合新聞』2008年8月30日号、インタビュー記事）
- 「台頭する新興財閥・大富豪―世界の金持ち」（『週刊エコノミスト』2008年9月16日号）
- 「自信回復にロシアー米欧エネルギー包囲網に反撃」（『週刊エコノミスト』2008年10月7日号）
- 「米大統領選－“草の根保守の女神”ペイリンが流れを変えた」（『諸君』2008年11月号）
- 「バラク・オバマの抱えるアキレス腱－そこから透けて見えてきたアメリカが抱える病理」（『RARE』2008年11月号、ミリオン出版）
- 「7000億ドル救済策成立の顛末－最悪の事態は回避されるのか」（東洋経済『金融ビジネス』2008年秋号）
- 「今、世界経済はどこに向かっているのか」（時事通信社『J2Top』2008年11月号）
- 「アメリカ大統領選挙の深層海流―オバマ流“ニューディール”は実現するか」（石橋湛山記念財団『自由思想』2008年10月号）
- 「“アメリカの悲劇”としてのブッシュ時代」（『選択』2008年11月号―無署名記事）
- 「金融危機、再び、“激震”も：ポールソン財務長官の過ち」（時事通信社『時事トップ・コンフィデンシャル』（2008年11月7日号）
- 「逆風下で米国株を買いまくるバフェット氏の“相場観”」（『週刊エコノミスト』2008年11月18日号）
- 「オバマは救世主か－オバマはルーズベルトを越えられるかが焦点」（『週刊東洋経済』2008年12月6日号）
- 「巨大産業への冷めた挽歌ーGM没落を見つめる米国民」（『選択』2008年12月号）
- 「構造変化を引き起こしたサブプライムローン問題」（『週刊エコノミスト』臨時増刊号2008年12月22日号）
- 「GMが倒産する日」（『中央公論』2009年1月号）
- 「大揺れのビッグスリー救済劇－GM倒産は避けられない」（『時事トップコンフィデンシャル』2008年12月19日号）
- 「IMFの統治体制に限界論、ドル基軸に国際的不満も」（『週刊東洋経済』2008年12月27日号）
- 「オバマ版ニューディール-問われる“個性”と一気呵成の改革」（『週刊エコノミスト』2008年12月30日号）

2009年
- 「オバマは第2のルーズベルトになれるのか」（『米金融危機、日本の活路はどこにあるのか』洋泉社Mook、2009年1月）
- 「ラーム・エマニュエル-米民主党を復活させた男」（『中央公論』2009年2月号）
- 「オバマの“変革”でどうなる日米関係」（内外情勢調査会『J2TOP』2009年2月号）
- 「“ケインズの亡霊”が蘇ってもルーズベルトにはなれないオバマ」（『週刊エコノミスト』2009年2月17日号）
- 「単独インタビューと同行取材：ヒラリー・クリントン国務長官－保護主義の動き阻止へ、最優先は世界経済回復」（『週刊東洋経済』2009年2月28日号）
- 「転換期を迎えた日米関係－危機感と長期展望を持て」（『産業新潮』2009年3月号）
- 「頼りの中国もドル投資に慎重に-米新国債の買い手細る」（『選択』2009年3月号-無署名記事）
- 「保護主義に加速する米国－問題多い“バイ・アメリカン条項”」（『時事トップ・コンフィデンシャル』2009年3月6日号）
- 「史上最大の財政刺激法案で景気回復策を発動」（『農業協同組合新聞』2009年3月20日）
- 「6月辞任説まで急浮上！崖っ縁に立つガイトナー」（『週刊東洋経済』2009年4月4日）
- 「Enter Obama-アメリカを救う選ばれし閣僚たち。オバマのチームUSA」（『GQ』2009年5月号）
- 「オバマへの“失望感”強まる－問題処理能力の不足ありあり」（『選択』2009年4月号）
- 「オバマ“経済チーム”に景気回復はできない」（『テーミス』2009年4月号）
- 「中国経済ダブルスタンダードの歪み－限界みえた社会主義市場経済」（『週刊エコノミスト』2009年4月28日号）
- 「もはや“絶滅危惧種”－WASPはどこへ行ったやら」（『選択』2009年5月号）
- 「米国の“親日派”は絶えた」（『選択』2009年6月号）
- 「米国経済－長期金利の上昇がもたらす悪循環」（『週刊エコノミスト』2009年6月16日号）
- 「バフェット氏も金融危機で打撃－それでも“割安株を長期保有”は不変」（『週刊エコノミスト・臨時増刊』2009年7月1日号）
- 「ルース新駐日大使“指名の背景”」（『選択』2009年7月号）
- 「日本が生まれ変わるためには文部科学省の廃止が不可欠」（『FX攻略』臨時増刊号－一揆を起こせ、2009年7月）
- 「新しい金融ルールの失敗は明かになったが・・」（『週刊エコノミスト』臨時増刊号、2009年8月10日）
- 「スキャンダル－バンカメにメリルとの合併を“強要”したポールソンとバーナンキ」（『週刊エコノミスト』臨時増刊、2009年8月10日）
- 「落日のカリフォルニア州－深刻化する財政赤字」（『選択』2009年8月号）
- 「瓦解は必至“最強労組”UAW」（『選択』2009年8月号）
- 「“超権力”FRBへ情報公開圧力」（『選択』2009年10月号）
- 「元花形GMも新花形リーマンも結局みんな転落した－アメリカ、失われたバラ色の未来」（『中央公論』2009年11月号）
- 「これが最後のチャンス？正念場の米医療保険制度改革」（『週刊エコノミスト』2009年11月3日号）
- 「回復基調に乗る韓国経済」（『産業新潮』2009年12月号）

2010年
- 「岐路に立つ日米関係－鳩山政権の抱える課題｝（『世界と議会』2010年1月号、尾崎行雄記念財団）
- 「アメリカの保守主義は復活を遂げるのか」（『週刊東洋経済』2010年2月6日号）
- 「11月中間選挙を見据え、オバマが始めた『苦悩の中国叩き』」（『選択』2010年2月号）
- 「オバマ、2年目の試練」（『週刊東洋経済』2010年2月27日号）
- 「“一期だけの大統領”で終わりそう―早くも“レームダック化”のオバマ」（『選択』2010年3月号）
- 「オバマの医療保険制度改革法案成立ー民主・共和両党の同法案を巡る対立」（『週刊エコノミスト』2010年4月6日号）
- 「オバマの対中強硬政策を挫折させる米中“溶け合う経済”」（『中央公論』2010年5月号）
- 「オバマが“問題児”サマーズ排除へ」（『選択』2010年5月号）
- 「連邦最高裁という米国の聖域」（『選択』2010年6月号）
- 「書評－EU経済」（『週刊金融財政事情』2010年6月7日号）
- 「書評－これからの『正義』の話をしよう」（『週刊東洋経済』2010年7月3日号）
- 「ティーパーティが原動力－米国で進行する過激な『保守回帰』」（『選択』2010年7月号）
- 「時の政権と常に密着－“高笑い”止まらぬゴールドマン」（『選択』2010年8月号）
- 「急激に高まる米国経済悲観論－回復スピード大幅減速必至」（『ダイヤモンド・オンライン』2010年8月5日：http://diamond.jp/articles/-/8981）
- 「海外の注目書－金融危機の分析に新境地、アメリカ外交を知る格好の書も」（『週刊東洋経済』2010年8月14日号）
- 「米国－成長鈍化で急速に高まるデフレ懸念」（『週刊エコノミスト』2010年10月11日号）
- 「“崖っぷち”に立つオバマ政権」（『選択』2010年10月号）
- 「米中間選挙で“審判”下る－オバマ　絶体絶命」（『週刊東洋経済』2010年10月30日号）
- 「オバマ政権への失望で民主党大敗、共和党が両院で過半数を制する可能性も」（内外情勢調査会『J2TOP』2010年11月号）
- 「旬のテーマを読む－米中間選挙」（『週刊エコノミスト』2010年11月11日号）
- 「人事刷新で巻き返しを図る－オバマは’死中に活路’を見いだすか」（『選択』2010年11月号）
- 「インタビュー：カレル・ヴァン・ウォルフレンに聞くーアメリカとともに沈みゆく自由世界」（『週刊東洋経済』2010年12月4日号）
- 「草の根の保守運動が米国をチェンジさせる日ー21世紀の茶会事件」（『産業新潮』2010年12月号）
- 「戦費に現われない負担も増加ー米国社会を覆う“戦争の病理”」（『選択』2010年12月号）
- 「書評－ポールソン回顧録」（『週刊東洋経済』2010年12月11日）
- 「米韓自由貿易協定が急遽合意に達した本当の理由」（『週刊エコノミスト』2010年12月21日号）
- 「迷走するオバマ政権に活路はあるのか－議会、経済とも妙手なし、再選可能性遠のく」（『週刊東洋経済』2010年12月25日号）

2011年
- 「世界のキーパースン－アメリカの保守運動の影のスポンサー、クーク兄弟」（『選択』2011年1月号）
- 「書評－『神と人種－アメリカ政治を動かすもの』」（『週刊東洋経済』2011年1月29日号）
- 「旬のテーマを読む－アメリカ衰退：国を蝕むモラル危機－経済・人種問題」（『週刊エコノミスト』2011年3月1日号）
- 「2012年米大統領選挙－共和党のダークホースは誰か」（『選択』2011年3月号）
- 「情熱とビジョンで危機の米国導いたルーズベルト」（『週刊東洋経済』2011年4月9日号）
- 「米州財政問題は“危機水域”に－大統領選に向けた重要課題」（『選択』2011年4月号）
- 「書評－『決断のとき』ジョージ・W・ブッシュ著」（『週刊東洋経済』2011年5月21日号）
- 「米国勢調査－ヒスパニックに占領される米国」（『選択』2011年5月号）
- 「世界経済の暗雲　オバマ・アメリカの挫折」（『中央公論』2011年8月号別冊）
- 「国民の信頼を失ったオバマー政治の混乱が経済の足を引っ張る」（『週刊エコノミスト』2011年9月6日号）
- 「アメリカ－深刻化する経済危機と政治対立」（『農業協同組合新聞』2011年9月20日）
- 「米政治の転換点になる可能性も－“ウォール街占拠運動”の行方」（『選択』2011年11月号）

2012年
- 「米国、中産階級崩壊という泥沼」（『中央公論』2012年3月号別冊「21世紀型世界恐慌入門））
- 「第3次通貨戦争が始まっている」（『中央公論』2012年3月号別冊「21世紀型世界恐慌入門」）
- 「スーパーチューズデイ－米大統領選挙の行方」（『週刊東洋経済』2012年3月10日号）
- 「国内政治の混迷と社会的分裂がアメリカ社会の死を招く」（『週刊東洋経済』臨時増刊号「米欧の“没落”と日本の“岐路”」2012年2月29日）
- 「迷走する共和党予備選挙ーオバマ再選の決め手は何か」（『経済倶楽部講演録』2012年4月号）
- 「ロムニー氏に勝算はあるかー保守色強め遠のく無党派層」（『週刊エコノミスト』2012年5月15日号）
- 「米大統領選挙の行方－ロムニーが目指す新しい米国の姿」（『週刊東洋経済』2012年9月22日号）
- 「そろそろ超低金利政策を見直すとき」（産経新聞、『Business i』2012年10月16日）
- 「アメリカ大統領選挙の行方」（内外事情調査会『J2 Top』2012年11月号）
- 「オバマ氏の予想外の圧勝がもたらすもの」（産経新聞『Business i』2012年11月9日）
- 「米中貿易摩擦の本質」（産経新聞『Business i』2012年11月20日）
- 「オバマ再選に導いた米国リベラルの行方」（『週刊東洋経済』2012年11月24日号）
- 「自民党選挙公約を読む」（産経新聞『Business i』2012年11月26日）
- 「政府頼みは一時代前の発想－成長産業論について」（産経新聞『Business i』2012年12月21日）

2013年
- 「第2次オバマ政権の行方」（経済倶楽部講演録、2013年5月号）
- 「続投望まぬバーナンキ議長、イエレン氏昇格で女性議長誕生か」（『週刊エコノミスト』2013年6月4日号）
- 「デトロイト市破綻は氷山の一角ー米国社会の構造変化は進む」（『週刊エコノミスト』2013年9月3日号）
- 「アメリカ経済ー量的緩和政策の見直しは先送り、プラス要因は改善基調の住宅投資」（『業界大予測』2013年12月26日、洋泉社）
- 「米国の経済学者たちー世界の経済学を支配する米国経済学」（『週刊エコノミスト』「創刊90周年記念号」、2013年12月23日号）

2014年
- 「超大物副議長フィッシャー氏　時間軸政策では対立も」（『週刊エコノミスト』2014年2月18日号）
- 「オバマ来日後の日米関係」（『経済倶楽部講演録』2014年6月号）
- 「ティパーティ躍進、共和党指導部の憂鬱」（『週刊東洋経済』2014年6月28日号）
- 「中間選挙は民主党惨敗が濃厚、“有力候補”クリントン氏に逆風」（『週刊エコノミスト』2014年7月8日号）
- 「ニューヨークの深刻な年金債務ー“第二のデトロイト”の懸念も」（『週刊エコノミスト』2014年9月23日号）

2015年
- 「トマ・ピケティ『21世紀の資本』ー米国では賛否両論　”重要だ書、だが単純すぎる」（『週刊エコノミスト』2015年2月17日号）
- 「大統領選挙の焦点は貧富の格差ーサマーズ氏の“変節”が話題に」（『週刊エコノミスト』2015年3月24日号）
- 「ヒラリー・クリントンの独走に死角はないか」（『週刊東洋経済』2015年5月15日号）
- 「日米首脳会談とTPP－中国にらみ同盟強化、“政治的意味”強まる」（『農業協同組合新聞』2015年5月20日号）
- 「労働組合衰退が招く米国の格差ーサービス業新組合が反撃」（『週刊エコノミスト』2015年6月23日号）
- 「アメリカ事情：若者の生活苦ー学生ローンが返せない」（『週刊エコノミスト』2015年7月7日号）
- 「リベラリズムからネオリベラリズムへ ― 貧富の格差拡大の思想的、経済的背景」（『自由思想』138号、2015年7月、石橋湛山記念財団）
- 「米大統領選挙の使命争い、本命不在の大混戦」（『週刊東洋経済』2015年11月14日号）

2016年
- 「大統領選挙を左右するオバマの評価ー焦点は所得格差対策とオバマケア」（『週刊エコノミスト』2016年2月15日号）
- 「中東の未来を握る富豪たち」（『週刊東洋経済』2016年2月27日号）
- 「共和党でトランプ候補はまだ絶対的ではない」（東洋経済オンライン、2016年3月7日＝http://toyokeizai.net/articles/-/108213）
- 「リベラリズム思想の変遷と経済学－アメリカ政治からみたネオリベラリズムの台頭」（『現代史研究』2016年3月、東洋英和女学院大学）
- 「難航する米最高裁人事-オバマ大統領と共和党が対立」（『週刊エコノミスト』2016年3月22日号）
- 「4年目のアベノミクス　厳しい論調に転じた海外メディア」（The Page, 2016年4月23日ー（https://thepage.jp/detail/20160423-00000003-wordleaf）
- 「大統領選挙の行方と米国社会の変化」（『経済倶楽部講演録』2016年6月）
- 「自壊する米共和党－反保守主義者を担いだ保守政党、鬼子のトランプ氏が仇に」（『週刊エコノミスト』2016年7月19日号）
- 「過去の金融危機は将来の金融危機を考える素材（ロバート・ブルナー他著『金融恐慌1907』東洋経済新報社、2016年、収録論文）
- ｛新自由主義は限界に達したー社会民主主義はよみがえるか」（『週刊東洋経済』2016年8月13日号）
- 「トランプを支持しているのは誰か？アメリカ「極右化」の真実」（産経新聞、iRONNA、http://ironna.jp/article/3874?p=1）
- 「テレビ討論でぎりぎり生き延びたトランプ」（『週刊エコノミスト』2016年10月25日号）
- 「米大統領選挙―透けて通る2大政党制の限界、米国政治の変質は決定的」（『週刊東洋経済』2016年11月12日号）
- 「歴史の歯車を逆転させたポピュリズムの勝利」（『週刊東洋経済』2016年11月19日号）2017年

2017年
- 「トランプ次期大統領とポピュリズム」（中央経済社『企業会計』2017年2月号）
- 「世界が待ち受ける米国ファーストの災禍」（『産経新聞』2017年1月27日）
- 「トランプ大統領―権威主義をめざし、民主主義に挑戦」（『農業協同組合新聞』2017年2月10日）
- 「米移民政策は開放から閉鎖へ翻弄される労働供給の『緩衝材』」（『週刊エコノミスト』2017年3月14日号）

（東洋経済新報社他収録）の活動
- (1) フルブライト奨学金選考委員（1988年、1992年、1995年、1999年、2003年の計5度にわたり委員を務める）
- (2) 1992年、ジャパン・ソサエティー・キャラバン・プログラム講師として全米で日本経済問題、社会問題、日米問題について講演
- (3) 1995年、日本貿易振興会のキャラバン・プログラムでアメリカに派遣、各地で講演を行う
- (4) 「アメリカ学会」会員